# 스타 탄생 (1937년 영화)
《스타 탄생》(영어: A Star Is Born)은 1937년 개봉한 미국의 로맨틱 드라마 영화이다. 윌리엄 A. 웰먼이 감독과 공동각본을 맡았다.

## 줄거리
에스더 빅토리아 블로젯은 할리우드 배우가 되기를 꿈꾸는 한 농장 출신의 소녀였다. 그러나 그녀의 아버지와 이모는 그 꿈을 허황되다고 여겨 만류했으며, 오직 할머니만이 그녀의 뜻을 존중하며 모아둔 돈을 건네주어 에스더가 꿈을 좇을 수 있도록 도왔다.
할리우드에 도착한 에스더는 수많은 지망생들로 인해 엑스트라 역할조차 얻기 어려운 현실을 마주하게 된다. 캐스팅 에이전시에서는 더 이상 신청을 받지 않았고, 그녀는 스타가 될 확률이 10만 분의 1이라는 말을 들으며 냉혹한 현실을 실감하게 된다.
이러한 상황 속에서 에스더는 하숙집의 새로운 거주자인 보조 감독 대니 맥과이어와 친분을 쌓는다. 현재 실직 상태였던 대니와 에스더는 서로의 처지를 이해하며 가까워지게 된다.
대니가 새 일자리를 얻게 되자, 이를 축하하기 위해 함께 공연을 관람하게 되었고, 그곳에서 에스더는 존경해 마지않던 배우 노먼 메인을 처음으로 마주하게 된다. 한때 명성을 떨쳤던 노먼은 알코올 중독으로 인해 커리어가 몰락하고 있었고, 그의 추락은 업계에서도 잘 알려진 사실이었다.
이후 대니는 에스더에게 할리우드 파티에서 단기 웨이트리스 일을 제안한다. 그곳에서 핑거푸드를 서빙하던 에스더는 노먼의 눈에 띄게 된다. 다음 날, 노먼은 오랜 친구이자 유명 프로듀서인 올리버 나일스에게 에스더의 스크린 테스트를 요청하고, 올리버는 그녀의 가능성을 높이 평가하여 계약을 제안한다. 에스더는 '비키 레스터'라는 예명을 부여받고 배우로서 첫 발을 내딛는다.
한편, 스튜디오에서는 노먼이 출연할 영화 《마법의 시간》의 여성 주연을 찾고 있었고, 노먼은 올리버를 설득해 에스더를 캐스팅한다. 이 영화는 에스더를 단숨에 스타로 만들지만, 동시에 노먼은 점차 대중과 업계의 관심에서 멀어지게 된다.
노먼은 에스더에게 결혼을 제안하고, 그녀는 그가 금주를 약속하자 이를 받아들인다. 두 사람은 언론의 시선을 피해 비밀리에 결혼식을 올리고, 산속 트레일러에서 신혼을 보낸다.
그러나 할리우드로 복귀한 후, 에스더의 인기는 날로 상승한 반면, 노먼은 자신의 경력이 끝났음을 실감하게 된다. 술을 끊고 있던 그는 다시 절망에 빠져 음주를 시작하며, 에스더가 아카데미 여우주연상을 수상하는 자리에서 만취한 채 무대에 난입하여 수상을 방해하고, 실수로 에스더를 가격하기에 이른다.
이후 노먼은 요양원에서 치료를 받으며 회복의 조짐을 보이지만, 리비와의 우연한 재회로 인해 멸시 어린 비난을 듣고 다시 무너진다. 4일간 폭음에 빠진 끝에 그는 음주운전으로 체포되고, 법정에서는 90일간의 구금형이 선고된다. 에스더는 남편을 직접 돌보겠다고 호소하고, 판사는 그녀의 호소를 받아들여 노먼을 그녀의 보호 아래 두게 된다.
에스더는 자신의 커리어를 포기하고 노먼의 회복에 전념하고자 결심하지만, 노먼은 올리버와 그녀의 대화를 엿듣고 태평양에서 스스로 생을 마감한다.
남편의 죽음에 비탄에 잠긴 에스더는 모든 것을 내려놓고 집으로 돌아가려 하나, 그녀의 할머니는 이를 만류한다. 할머니는 노먼이 보낸 편지를 전하며, 그가 에스더를 얼마나 자랑스러워하고 사랑했는지를 상기시킨다. 에스더는 남편의 사랑을 되새기며 다시 배우로서의 길을 걷기로 결심한다.
그녀의 차기작이 그라우만스 차이니즈 극장에서 개봉하는 날, 에스더는 마이크 앞에 서서 세계 각지의 팬들에게 인사를 전한다. 그리고 담담하게 말한다.
"안녕하세요, 여러분. 저는 노먼 메인의 아내입니다."

## 출연

### 주연
- 자넷 게이노 - 에스더 블로젯 / 비키 레스터 역
- 프레드릭 마치 - 노먼 메인 역

### 조연
- 아돌프 멘주 - 올리버 나일스 역
- 메이 롭슨 - 외할머니 레티 블로젯 역
- 앤디 디바인 – 대니얼 "대니" 맥과이어 역
- 라이오넬 스탠더 – 매트 리비 역
- 오언 무어 – 케이시 버크 역
- 페기 우드 – 필립스 양(養) 선생님 역
- 엘리자베스 젠스 – 아니타 레지스 역
- 에드거 케네디 – 랜달 아저씨 역
- J. C. 뉴전트 – 블로젯 씨 (에스더의 아버지) 역
- 귄 빅 보이 윌리엄스 – 자세 교정 교사 역
- 클라라 블랜딕 – 이모 매티 역 (크레딧 없음)
- 조너선 헤일 – 조지 J. 패리스 판사 역 (크레딧 없음)
- 마샬 닐런 – 버트 역 (크레딧 없음)
- 빈스 바넷 – 오토 역 (크레딧 없음)

## 기타
- 조감독: 에릭 스테이시
- 의상: 오마르 키암

## 같이 보기
- 스타 탄생 (1954)
- 스타 탄생 (1976)
- 스타 이즈 본 (2018)